# 傑克·拉齊
傑克·拉齊（Jake Lacy，1985年2月14日—），美國演員，生於麻省格林菲爾德。
最著名的作品是在ABC情景喜劇《婚姻狂想曲》中飾演的Casey Marion Davenport，以及在《辦公室》中飾演Pete Miller。在《凯恩号哗变》中饰演Stephen Maryk上尉。